# Fletchamia mmahoni
Fletchamia mmahoni is een platworm (Platyhelminthes). De worm is tweeslachtig. De soort leeft in of nabij zoet water.
Het geslacht Fletchamia, waarin de platworm wordt geplaatst, wordt tot de familie Geoplanidae gerekend. De wetenschappelijke naam van de soort werd, als Geoplana mmahoni, voor het eerst geldig gepubliceerd in 1891 door Dendy.